# Летаука
Летаука (лит. Lietauka) — река на территории Ионавского района Каунасского уезда Литвы. Приток Няриса (бассейн Немана). Длина — 11 км. Площадь водосборного бассейна — 20,8 км².
Река расположена в 30 км от Кернаве и протекает по болотистой местности, где найдены незначительные археологические находки.
По одной из версий, река дала название Литве.